# Clavicornaltica
Clavicornaltica là một chi bọ cánh cứng trong họ Chrysomelidae.
Chi này được Scherer miêu tả khoa học năm 1974.

## Các loài
Các loài trong chi này gồm:
- Clavicornaltica australis Konstantinov, 1995
- Clavicornaltica dali Konstantinov & Duckett, 2005
- Clavicornaltica himalayensis Medvedev, 1984
- Clavicornaltica iriana Medvedev, 1996
- Clavicornaltica longsheng Konstantinov & Duckett, 2005
- Clavicornaltica malayana Medvedev, 1996
- Clavicornaltica philippinensis Scherer, 1979
- Clavicornaltica rileyi Doeberl, 2003
- Clavicornaltica schereri Basu & Sen Gupta, 1982
- Clavicornaltica takimotoi LeSage, 1998
- Clavicornaltica tamdao Konstantinov & Duckett, 2005
- Clavicornaltica tarsalis Medvedev, 1996
- Clavicornaltica trautneri Medvedev, 1993
- Clavicornaltica vietnamensis Konstantinov & Duckett, 2005